# カスティーリャ騎士館
カスティーリャ騎士館（カスティーリャきしかん、マルタ語: Berġa ta' Kastilja）は、マルタの首都バレッタにある歴史的建物。現在はマルタ首相官邸である。

## 歴史
1744年にカスティーリャ王国（スペイン）騎士団の宿舎として建設された。カスティーリャ王国自体は1715年に消滅している。1798年、騎士団はナポレオン・ボナパルトによって国外に追放された。
1801年にマルタがイギリスの統治下に入ると騎士館はイギリス地中海艦隊の士官用宿舎となった。第二次世界大戦中はイタリアとドイツの空襲によって損傷を受けた。イギリス王室のフィリップ (エディンバラ公)は海軍時代ここに滞在しており、エリザベス2世（王女）が度々訪問した。
1964年、マルタは独立国となりイギリス軍は縮小を開始した（1979年完全撤退）。1972年、騎士館はマルタ首相官邸となった。

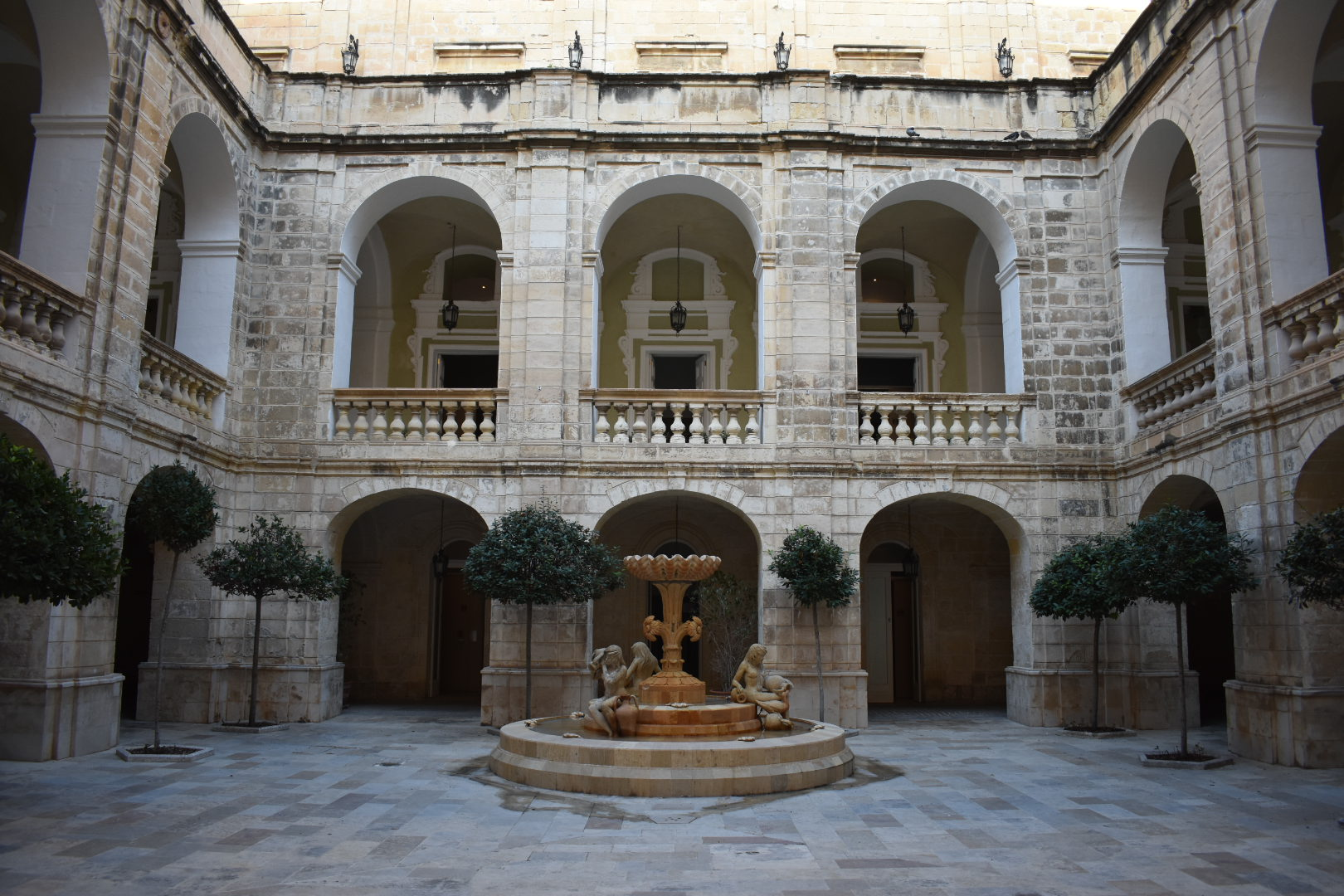
中庭
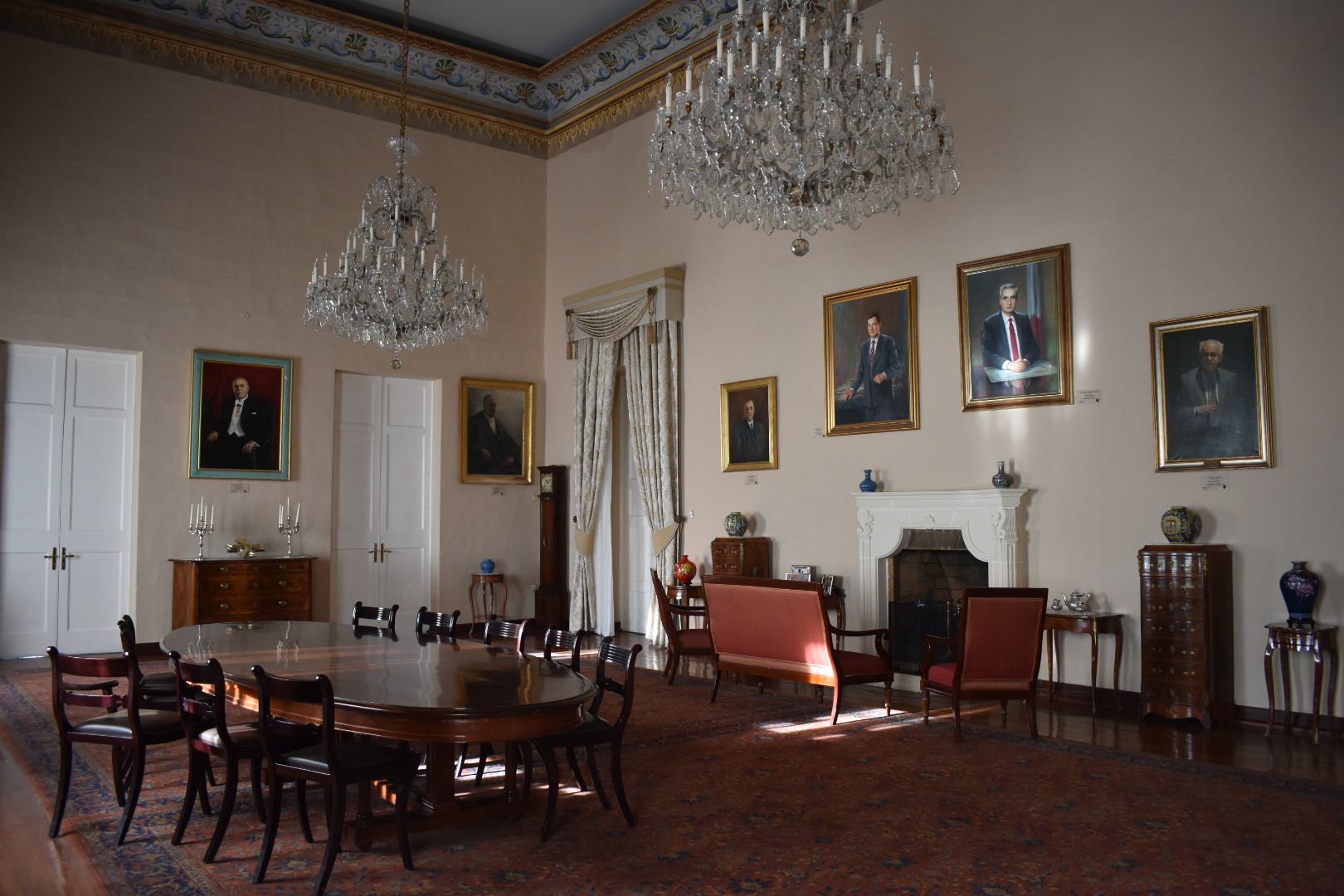
閣僚会議室
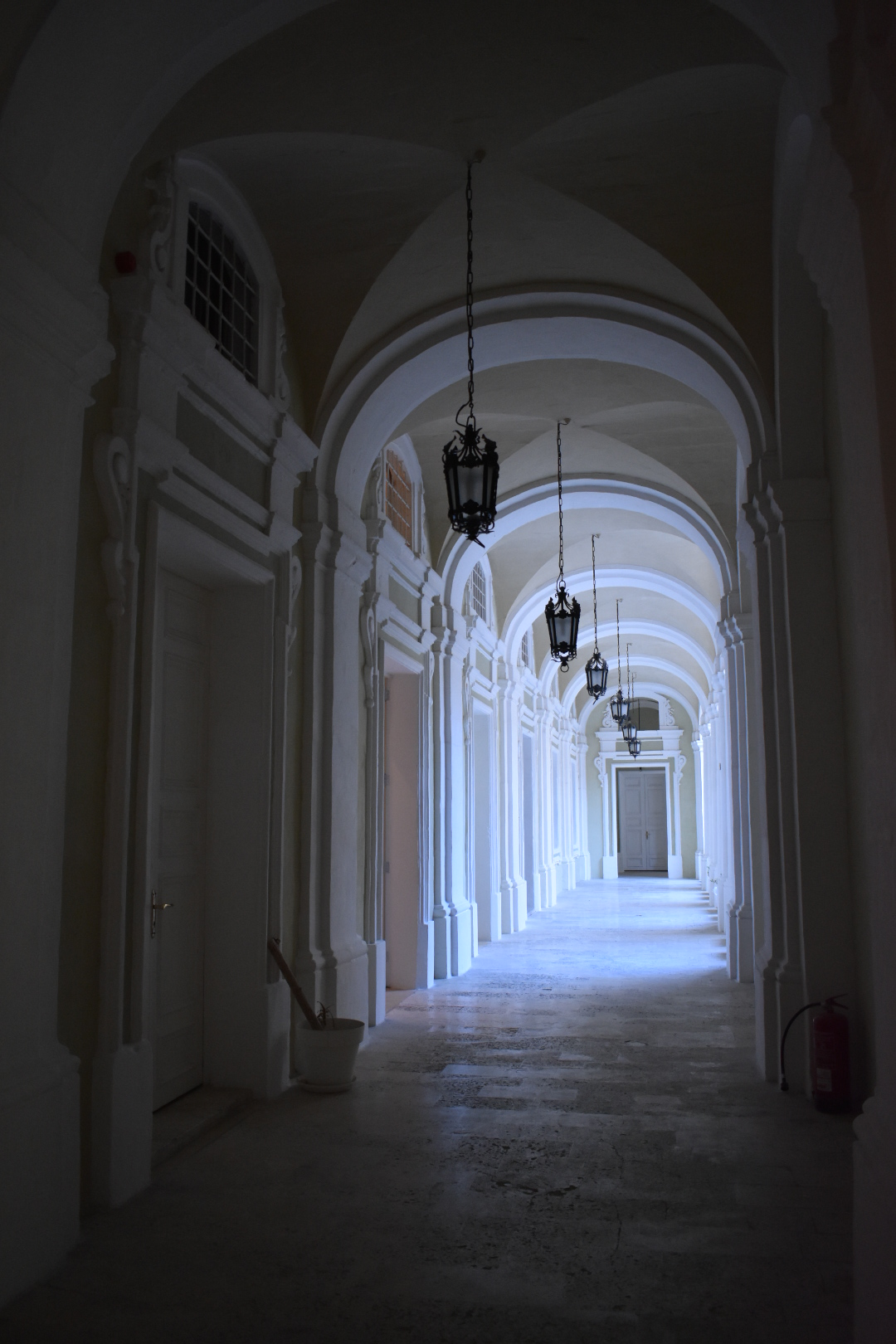
二階廊下